# مقاطعة جلال أباد
جلال أباد هي منطقة من قيرغيزستان، وعاصمة لمدينة تحمل نفس الاسم.محاطة بمنطقة تشوي أوبلاستي ومنطقة نارين أوبلاستي ومنطقة طلاس أوبلاستي ومنطقة أوش أوبلاستي ودولة أوزبكستان، تأسست في 21 نوفمبر عام 1939، وفي 27 يناير عام 1959 أصبحت جزءاً من منطقة أوش أوبلاستي.

## التقسيمات الإدارية
| الموقع | المنطقة            | المركز الإداري | المساحة   | السكان (إحصاء) | التقسيمات                             |
| ------ | ------------------ | -------------- | --------- | -------------- | ------------------------------------- |
| 70     | منطقة آكسي         | كيربن          | 4578 كم٢  | 137103 نسمة    | بلدة واحدة، 11 مجتمع ريفي يضم 68 قرية |
|        | منطقة ألا بوكا     | ألا بوكا       | 2،976 كم٢ | 108،647 نسمة   | 8 تجمعات ريفية تضم 41 قرية            |
|        | منطقة بازار كورجون | بازار كورجون   | 1،965 كم٢ | 183908 نسمة    | مدينة، 9 تجمعات ريفية تضم 57 مستوطنة  |
|        | منطقة تشاتكال      | كانيش كيا      | 4،608 كم٢ | 28،625 نسمة    | 4 تجمعات ريفية تضم 21 قرية            |
|        | منطقة نوكن         | ماسي           | 2،336 كم٢ | 145187 نسمة    | مدينة، 8 تجمعات ريفية تضم 54 قرية     |
|        | منطقة سوزاك        | سوزاك          | 3019 كم٢  | 308243 نسمة    | بلدة، 13 تجمع ريفي يضم 123 قرية       |
|        | منطقة توغوز تورو   | كازرمان        | 3816 كم٢  | 25497 نسمة     | 5 تجمعات ريفية تضم 14 قرية            |
|        | منطقة توكتوجال     | توكتوجال       | 7815 كم٢  | 103،310 نسمة   | مدينة، 10 تجمعات ريفية تضم 44 قرية    |